# Tetraponera redacta
Tetraponera redacta (лат.) — вид древесных муравьёв рода Tetraponera из подсемейства Pseudomyrmecinae (Formicidae). 

## Распространение
Встречается в экваториальной Африке: Кения.

## Описание
Муравьи мелкого размера желтовато-коричневого цвета (около 5 мм). Ширина головы рабочих от 0,97 до 1,16 мм, длина головы от 1,13 до 1,34 мм. Задний край глаза не достигает уровня боковых оцеллий; лобные кили относительно близко прилегают друг к другу, минимальное расстояние между ними составляет около 0,10 ширины головы и около одной пятой длины скапуса; скапус умеренной длины, примерно равны длине глаза; передний край клипеуса широко и слабо выпуклый, с коротким срединным зубцом, с каждой стороны окаймлен 2–3 более мелкими зубчиками, довольно слабо выражен; среднеспинка практически неотличима от дорсальной стороны проподеума, сзади не ограничена отчетливым поперечным вдавлением; дорсальная грань проподеума уплощенная, длиннее ниспадающей грани и незаметно закругляется в последнюю; петиоль относительно короткий и высокий, с антеровентральным зубцом.

## Систематика
Вид был впервые описан в 2022 году американским мирмекологом Филипом Уардом (Philip Ward, Department of Entomology, University of California, Davis, Калифорния, США) в ходе проведённой им родовой ревизии. Включен в видовую группу Tetraponera  natalensis-group, но отличается строением.